# Celestina
Celestina je  žensko osebno ime.

## Izvor imena
Ime Celestina je ženska oblika imena Celestin.

## Izpeljanke imena
Celesta, Celina, Celine, Čelesta, Čelestina, Stina

## Pogostost imena
Po podatkih Statističnega urada Republike Slovenije je bilo na dan 31. decembra 2007 v Sloveniji število ženskih oseb z imenom Celestina:53. Med vsemi ženskimi imeni pa je ime Celestina po pogostosti uporabe uvrščeno na 829 mesto.

## Osebni praznik
V koledarju je ime Celestina uvrščeno k imenu Celestin, god praznuje 19. maja.